# Dynamite (bài hát của BTS)
"Dynamite" là một bài hát của nhóm nhạc nam Hàn Quốc BTS, được phát hành vào ngày 21 tháng 8 năm 2020, thông qua Big Hit Entertainment và Sony Music Entertainment. Nó là bài hát đầu tiên của nhóm được thu âm hoàn toàn bằng tiếng Anh. Bài hát được viết bởi David Stewart và Jessica Agombar và được sản xuất bởi David Stewart, là một bài hát disco-pop lạc quan với các yếu tố của funk, soul và bubblegum pop, có âm hưởng từ thập niên 1970 — nó bao gồm tiếng vỗ tay nhanh, tiếng synth vang vọng và tiếng kèn ăn mừng.
Với mục đích xoa dịu người nghe trong đại dịch COVID-19, bài hát nói về niềm vui và sự trân trọng đối với những điều nhỏ bé làm nên giá trị cuộc sống. Sau khi phát hành, "Dynamite" đã nhận được những đánh giá tích cực từ các nhà phê bình âm nhạc, với lời khen ngợi về tính bắt tai và âm thanh retro có sức hút rộng rãi. Nó đã mang về cho nhóm đề cử Grammy đầu tiên của họ, cho hạng mục Trình diễn Song tấu/Nhóm nhạc Pop xuất sắc nhất, khiến họ trở thành nghệ sĩ nhạc pop Hàn Quốc đầu tiên được đề cử cho giải Grammy.
"Dynamite" là một thành công về mặt thương mại, ra mắt ở vị trí số 1 trên bảng xếp hạng Billboard Hot 100 và trở thành đĩa đơn quán quân đầu tiên của BTS tại Hoa Kỳ, đồng thời đưa nhóm trở thành nghệ sĩ Hàn Quốc đầu tiên đứng đầu bảng xếp hạng Billboard Hot 100. Bài hát đã thu về 265,000 lượt tải trong tuần đầu tiên, đánh dấu doanh số thuần túy lớn nhất kể từ khi "Look What You Made Me Do" của Taylor Swift được phát hành vào năm 2017. "Dynamite" đã đứng đầu bảng xếp hạng Billboard Hot 100 tổng cộng ba tuần. Trên Spotify, "Dynamite" ra mắt với 7,778 triệu lượt phát trực tuyến, đánh dấu ngày mở màn lớn nhất cho một bài hát vào năm 2020. Ngoài ra, "Dynamite" cũng đã đạt vị trí quán quân trên cả Billboard Global 200 và Billboard Global Excl. U.S. của Billboard, đứng đầu bảng xếp hạng Billboard Global Excl. U.S. trong ba tuần liên tiếp. Bài hát lọt vào top 10 ở 25 quốc gia khác nhau và đứng đầu bảng xếp hạng ở Hungary, Israel, Lithuania, Malaysia, Scotland, Singapore và Hàn Quốc. Video âm nhạc của "Dynamite" đã đạt 1 tỷ lượt xem vào ngày 12 tháng 4 năm 2021.
Ban đầu là một đĩa đơn độc lập, "Dynamite" sau đó đã được đưa vào album tiếng Hàn thứ năm của BTS, Be (2020), phát hành vào ngày 20 tháng 11.

## Thu âm
"Dynamite" là một trong số ít bài hát mà các thành viên không tham gia sáng tác hoặc sản xuất. Trong các buổi phỏng vấn với nhiều phương tiện truyền thông, những người viết lời bài hát là David Stewart và Jessica Agombar đã giải thích về quy trình sản xuất bài hát. Thông qua nhà xuất bản Tim Blacksmith tại Stellar Songs, họ biết được rằng BTS đang tìm kiếm một đĩa đơn tiếng Anh. Bộ đôi đã viết tổng cộng 3 bài hát thông qua những cuộc gọi Zoom "tại thời điểm bắt đầu giãn cách xã hội." Stewart và Agombar muốn tạo ra một bài hát "tràn đầy năng lượng, vui vẻ, hy vọng, tích cực và tương tự như một quả cầu năng lượng khổng lồ." Agombar tiết lộ về quá trình hình thành bài hát:
| “ | "Nó cần phải bùng nổ" — và rõ ràng là sự bùng nổ sau đó đã trở thành "Dynamite". Bất cứ cụm từ nào như vậy... Tôi luôn nghĩ đến pháo hoa hoặc bài hát "Firework", bởi vì tôi là một người hâm mộ cuồng nhiệt của Katy Perry. Tôi chỉ muốn bất cứ thứ gì có năng lượng cao. Đó không phải là một ca từ cụ thể, mà là một loạt các ý tưởng: bùng nổ, pháo hoa, chất nổ, bữa tiệc, vui vẻ, tràn đầy năng lượng, dẫn đầu thế giới. [...] Vì vậy, nó chỉ cần phải phù hợp với năng lượng của mọi thứ xung quanh BTS. Nhịp độ BPM phải thật nhanh, chúng ta phải có kèn, nó cần phải có nhịp điệu nhanh. | ” |

Stellar Songs đã gửi bản nhạc tới CEO Ron Perry của Columbia và Big Hit vào đầu tháng 4. Ban đầu, BTS đã chọn một bài hát khác, trước khi quyết định chọn "Dynamite" khoảng 2 tuần sau đó. Lời bài hát đã được điều chỉnh cùng với Jenna Andrews để khiến bài hát trở nên thân thiện với công chúng hơn. Stewart chia sẻ với E! Online rằng, nhóm và công ty "muốn đảm bảo rằng nó mang tính trung lập và không gây khó chịu". Bài hát cuối cùng đã được thu âm vào giữa tháng 7.

## Phát hành
Vào ngày 26 tháng 7 năm 2020, BTS đã xác nhận trong một chương trình phát sóng trực tiếp trên V Live rằng nhóm sẽ phát hành một bài hát tiếng Anh vào ngày 21 tháng 8 năm 2020, như đĩa đơn đầu tiên cho album sắp tới của họ. Nói về bài hát, nhóm chia sẻ rằng, "Do COVID-19, mọi người trên toàn thế giới đã phải trải qua thời kỳ khó khăn và chúng tôi muốn chia sẻ một số năng lượng tích cực với người hâm mộ của mình." Một ngày sau tin tức, một trang web hiển thị trực tiếp 7 dòng đồng hồ đếm ngược đã được bắt đầu, với mỗi lần đếm ngược tương ứng với một thông báo mới cho đĩa đơn. Vào ngày 31 tháng 7, nhóm đã chia sẻ một liên kết lưu trữ trước cho đĩa đơn trên Spotify. Vào ngày 2 tháng 8, Big Hit đã tiết lộ rằng tên bài hát sẽ được gọi là "Dynamite". Ngày hôm sau, đơn đặt hàng trước đã được mở với 2 phiên bản kỹ thuật số, phiên bản đĩa than và cassette dành riêng cho các khách hàng tại Hoa Kỳ, các phiên bản vật lý đã bán hết trong vòng 1 giờ. Ngày hôm sau, nhóm đã chia sẻ lịch trình quảng bá cho đĩa đơn với việc phát hành 2 video âm nhạc, 3 cuộc phỏng vấn với các chương trình của Hoa Kỳ và 1 buổi biểu diễn tại lễ trao giải MTV Video Music Awards năm 2020. Phiên bản EDM Remix và Acoustic Remix của bài hát được phát hành vào ngày 24 tháng 8. Phiên bản Tropical Remix và Poolside Remix được phát hành vào ngày 28 tháng 8. Bốn bản remix mới của bài hát, "Slow Jam", "Midnight", "Retro" và "Bedroom" được phát hành vào ngày 18 tháng 9. Phiên bản đặc biệt "Holiday Remix" của đĩa đơn đã được phát hành vào ngày 11 tháng 12 như một lời cảm ơn đến người hâm mộ vì đã ủng hộ bài hát và những thành tựu của nó.

## Đánh giá chuyên môn
"Dynamite" đã nhận được sự đón nhận tích cực từ giới phê bình. The New York Times đã đưa bài hát vào danh sách 13 bài hát trong tuần phát hành, với nhà phê bình âm nhạc Jon Caramanica viết rằng, mặc dù nó "ít mang tính phiêu lưu về mặt âm nhạc hơn những bài hát đã khiến nhóm trở thành hiện tượng trên toàn thế giới, nó dựa vào sự tươi sáng, hào nhoáng và sự cổ vũ nhiệt tình không ngừng." Ông còn ví phong cách âm nhạc của nó giống như các tác phẩm của Jamiroquai và Charlie Puth. Mike Wass của Idolator coi bài hát là "một trong những bài hát có đoạn điệp khúc hay nhất năm 2020". Viết cho Pitchfork, Noah Yoo cảm thấy rằng bài hát "khao khát phù hợp với quy luật âm nhạc pop phương Tây đồng thời gửi gắm nó một cách ranh mãnh." Ông khen phần beat là "trau chuốt" và phần điệp khúc là "đáng nhớ", trong đó "mỗi thành viên đều có một khoảnh khắc để tỏa sáng." Ông cũng so sánh bài hát với "Uptown Funk" (2014) của Bruno Mars và gắn nhãn nó là "một bài hát pop tự nhận thức về bản thân của nó." Tương tự, Jenkins nhận thấy bài hát "dễ thương, hấp dẫn, mang tính giải trí đại chúng" giống với "Uptown Town" và các bài hát của Katy Perry trong album năm 2010 của cô, Teenage Dream. Đánh giá cho Los Angeles Times, Laura Zornosa cho rằng bài hát "thấm đẫm màu sắc và nỗi nhớ" và ca ngợi nó vì có "tất cả các yếu tố cho một mùa hè thành công" bằng cách kết hợp "sự mới lạ của "Old Town Road" cùng với sự tinh tế của 'I Like It' và 'Despacito' và tất cả sự cường điệu đầy nắng của 'Can't Stop the Feeling!'" Cô cũng gọi phần điệp khúc là "bắt tai" và lời bài hát là "dễ nghe." Tim Chan của Rolling Stone coi đây là bài hát "tươi sáng và mát mẻ" mà anh cảm thấy là "một trong những bài hát hay nhất mà nhóm đã phát hành cho đến nay" và ca ngợi bài hát về âm thanh, cách sản xuất, điệp khúc "nâng cao tinh thần" và sự hấp dẫn thương mại.
Rhian Daly của NME cho biết, ""Dynamite" khai thác những âm thanh tươi sáng, truyền nhiễm của disco để truyền tải năng lượng vui tươi của nó, bám sát truyền thống của thể loại này là phục vụ như một hình thức thoát ly khi cuộc sống trở nên khó khăn." Tom Breihan từ Stereogum ca ngợi âm thanh và coi bài hát là "bản nhạc pop kinh điển của nhóm." Aamina Khan của Vogue so sánh nó với đĩa đơn trước đó của nhóm "Boy with Luv" (2019) và ca ngợi âm thanh nhạc pop, gọi nó là "một mùa hạ chào đón mùa hè." Robin Murray của Clash đã trích dẫn nó như một "sự trở lại trước" và nhấn mạnh quá trình sản xuất "hào nhoáng", nói thêm rằng nó "thể hiện kỹ năng của từng thành viên, kết hợp tất cả lại với nhau như một tổng thể liền mạch." Jason Lipshutz của Billboard đã mô tả nó là "một bản nhạc pop sủi bọt" chứa đầy "những điểm nhấn thân thiện với radio." và gọi bài hát là "một trong những bản hit lớn nhất của nhóm cho đến nay." P.Claire Dodson của Teen Vogue coi bài hát là một "bản nhạc pop vui vẻ, tràn đầy năng lượng, chứng tỏ một lần nữa sự khéo léo mà họ sở hữu với âm thanh và thẩm mỹ" đó là "chính xác cho năng lượng đó" và được coi là "sự thay đổi so với vòng cung tổng thể" của album trước của nhóm, Map of the Soul: 7. Tương tự, Marty Rosenbaum từ Radio.com ca ngợi sức hấp dẫn tức thì của bài hát và gọi nó là "bùng nổ". Douglas Greenwood của tạp chí i-D cũng rất thích đĩa đơn và liệt kê nó là một trong những bài hát hay nhất trong tuần phát hành. Nhà báo âm nhạc Ellie Bate từ Buzzfeed gọi bài hát là "lạc quan, sôi động, đầy màu sắc cầu vồng và ngọt ngào." Cô nói thêm rằng "không thể phủ nhận bài hát là một bản nhạc disco lạc quan và vui vẻ, với cả ca từ và vũ đạo đều thể hiện sự tôn kính đối với những huyền thoại âm nhạc như Rolling Stones, Michael Jackson và Elvis Presley."
| Nhà xuất bản         | Danh sách                          | Vị trí | Nguồn  |
| -------------------- | ---------------------------------- | ------ | ------ |
| Billboard            | 100 bài hát xuất sắc nhất năm 2020 | 7      | [ 34 ] |
| Consequence of Sound | 50 bài hát hàng đầu của năm 2020   | 3      | [ 35 ] |
| IZM                  | Đĩa đơn nhạc Pop của năm 2020      | —      | [ 36 ] |
| Los Angeles Times    | 50 bài hát xuất sắc nhất năm 2020  | —      | [ 37 ] |
| NME                  | 50 bài hát xuất sắc nhất năm 2020  | 40     | [ 38 ] |
| NPR                  | 100 bài hát xuất sắc nhất năm 2020 | 100    | [ 39 ] |
| The New York Times   | Bài hát xuất sắc nhất năm 2020     | 2      | [ 40 ] |
| The Plain Dealer     | Bài hát xuất sắc nhất năm 2020     | 19     | [ 41 ] |
| Rolling Stone        | 50 bài hát xuất sắc nhất năm 2020  | 7      | [ 42 ] |
| Uproxx               | Bài hát xuất sắc nhất năm 2020     | 22     | [ 43 ] |

## Video âm nhạc
Đoạn video giới thiệu dài 28 giây cho "Dynamite" đã được đăng tải trên kênh YouTube chính thức của Big Hit vào ngày 18 tháng 8. Đoạn video ngắn cho thấy cảnh các thành viên mặc trang phục màu pastel với bầu trời hoàng hôn phía sau, cũng như đang nhảy theo một "giai điệu disco vui vẻ" trong trang phục mang phong cách hoài cổ trước một tấm biển "Disco" to lớn. Âm thanh của nó có "âm bass sôi nổi và tiếng kèn" và thể hiện sự "lạc quan" và năng lượng "vô biên" của bài hát. Tính đến ngày 22 tháng 8, nó đã có hơn 60 triệu lượt xem.
Vào ngày 20 tháng 8, một đồng hồ đếm ngược trực tiếp đã được bắt đầu lúc 11 giờ 30 phút tối (EST) trên kênh YouTube của Big Hit, nửa tiếng trước khi phát hành video âm nhạc. Khi video công chiếu lúc 12 giờ tối (EST), nó đã thu hút được hơn 3 triệu lượt xem trực tiếp, vượt qua người giữ kỷ lục trước đó với 1,66 triệu lượt xem vào tháng 6 và thiết lập kỷ lục mới cho video âm nhạc có lượt xem công chiếu cao nhất trong lịch sử YouTube. Ngay sau khi công chiếu, nó đã trở thành video nhanh nhất đạt 10 triệu lượt xem trên YouTube, chỉ sau 20 phút phát hành, và là video được xem nhiều nhất trên YouTube trong 24 giờ đầu tiên, thu về 101,1 triệu lượt xem và thiết lập 3 kỷ lục Guinness thế giới mới. Video âm nhạc của "Dynamite" là video nhanh nhất trong lịch sử YouTube vượt mốc 200 triệu lượt xem, chỉ trong 4 ngày và 12 giờ sau khi phát hành, và là video âm nhạc nhanh nhất của một nhóm nhạc vượt qua 400 triệu lượt xem, đạt được điều này vào ngày 26 tháng 9, 35 ngày sau khi phát hành. Đây là video âm nhạc nhanh nhất của nhóm và nghệ sĩ châu Á đạt 500 triệu lượt xem, 59 ngày sau khi phát hành, và là nghệ sĩ Hàn Quốc nhanh nhất cán mốc 600 triệu lượt xem, đạt được điều này vào ngày 16 tháng 11, chỉ sau chưa đầy 27 ngày kể từ khi vượt mốc 500 triệu lượt xem. Vào ngày 17 tháng 12, "Dynamite" đã trở thành video âm nhạc thứ sáu của BTS vượt qua 700 triệu lượt xem — đạt được điều này trong vòng chưa đầy 4 tháng. Vào tháng 1 năm 2021, nó trở thành video âm nhạc nhanh nhất của một nhóm nhạc Hàn Quốc đạt 800–900 triệu lượt xem, khi nó vượt qua 800 triệu lượt xem trong vòng 5 tháng sau khi phát hành, và 900 triệu lượt xem chỉ trong vòng 40 ngày sau đó. "Dynamite" là video âm nhạc đạt 1 tỷ lượt xem nhanh nhất của BTS — vào ngày 12 tháng 4 năm 2021 chỉ trong vòng chưa đầy 8 tháng — và là video âm nhạc thứ ba của nhóm đạt được cột mốc này, sau "DNA" và "Boy with Luv". Nó cũng là video âm nhạc đạt 1 tỷ lượt xem  nhanh nhất của một nghệ sĩ Hàn Quốc.
Một phiên bản B-side của video âm nhạc, được quay trên cùng bối cảnh với bản gốc "nhưng với các góc quay khác nhau và một vài điểm nhấn thú vị", được phát hành vào ngày 24 tháng 8 và cho thấy "[BTS] đang cùng nhau tận hưởng những khoảnh khắc vui vẻ". Một phiên bản vũ đạo duy nhất của video âm nhạc gốc đã ra mắt trong trò chơi điện tử trực tuyến Battle Royale của Fortnite vào ngày 25 tháng 9 — một "BTS Dynamite Pack" có hai biểu tượng cảm xúc với các động tác được mô phỏng theo BTS đã có sẵn để mua trong trò chơi từ ngày 23 tháng 9, hai ngày trước sự kiện. Phiên bản này đã vượt mốc 100 triệu lượt xem vào ngày 30 tháng 1 năm 2021 và là video âm nhạc thứ hai mươi chín của BTS làm được điều này, tiếp tục mở rộng kỷ lục của nhóm với tư cách là nghệ sĩ Hàn Quốc có nhiều video âm nhạc vượt hơn 100 triệu lượt xem nhất.

## Diễn biến thương mại 
Với 7,778 triệu lượt phát trực tuyến trong ngày đầu tiên trên bảng xếp hạng Spotify toàn cầu, "Dynamite" đã vượt qua "Cardigan" của Taylor Swift (7,742 triệu lượt phát trực tuyến) để có màn ra mắt toàn cầu lớn nhất năm 2020.
Tại Hàn Quốc, "Dynamite" đã ra mắt ở vị trí số 6 trên Gaon Digital Chart, với hai ngày theo dõi. Tuần sau, nó đã vươn lên vị trí số 1, trở thành đĩa đơn quán quân thứ bảy của BTS tại Hàn Quốc và thứ hai trong năm 2020, sau "On". Bài hát đã giữ vị trí quán quân trong 7 tuần liên tiếp, cùng với "Any Song" của Zico cho bài hát đứng đầu bảng xếp hạng trong nhiều tuần nhất trên bảng xếp hạng. Trên bảng xếp hạng trong ấn bản ngày 31 tháng 10, "Dynamite" đã giành lại vị trí số 1 và giữ vị trí quán quân trong 3 tuần nữa, tổng cộng 11 tuần không liên tiếp đứng đầu bảng xếp hạng. Bài hát cũng đứng đầu bảng xếp hạng tải xuống và phát trực tuyến, dành 11 tuần ở vị trí quán quân. "Dynamite" là bài hát có thành tích xuất sắc nhất trong tháng 9 và tháng 10 năm 2020 ở Hàn Quốc, dựa trên lượt tải kỹ thuật số, phát trực tuyến và nhạc nền (phiên bản nhạc cụ). Tại Nhật Bản, bài hát ra mắt ở vị trí số 7 trên Billboard Japan Hot 100, đạt vị trí số 2 trong 3 tuần sau đó. Bài hát đạt vị trí quán quân trên bảng xếp hạng bài hát trực tuyến của Billboard Japan trong ấn bản phát hành ngày 7 tháng 9 năm 2020, với hơn 10 triệu lượt nghe. Trong tuần thứ 11, bài hát đã đạt được hơn 100 triệu lượt phát trực tuyến, trở thành bài hát nhanh nhất trong lịch sử và là bài hát thứ hai của một nghệ sĩ nước ngoài tại Nhật Bản, bên cạnh "Shape of You" của Ed Sheeran (2016). Trên bảng xếp hạng UK Singles Chart, "Dynamite" ra mắt ở vị trí số 3, đại diện cho đĩa đơn thành công nhất của nhóm trong lãnh thổ, vượt qua "Boy with Luv" (2019) ở vị trí số 13. Vào tháng 1 năm 2021, OCC tiết lộ rằng "Dynamite" là bài hát bán chạy thứ mười lăm của năm 2020 tại Anh.
Tại Hoa Kỳ, "Dynamite" đã ra mắt ở vị trí số 1 trên bảng xếp hạng Billboard Hot 100, trở thành đĩa đơn quán quân đầu tiên của nhóm tại Hoa Kỳ và là bài hát thứ tư của nhóm lọt vào top 10 của bảng xếp hạng. BTS đã trở thành nghệ sĩ Hàn Quốc đầu tiên trong lịch sử ra mắt ở vị trí số 1 trên bảng xếp hạng Billboard Hot 100. Bài hát đã bán được 300,000 đơn vị trong tuần đầu tiên, bao gồm các phiên bản tải xuống, đĩa than và cassette. Nó cũng thu được 33,9 triệu lượt phát trực tuyến và 11,6 triệu lượt khán giả nghe đài. "Dynamite" cũng đứng đầu bảng xếp hạng Billboard Digital Song Sales, bán được 265,000 lượt tải — doanh số thuần túy lớn nhất trong tuần đầu tiên kể từ khi "Look What You Made Me Do" của Taylor Swift ra mắt với 353,000 lượt tải vào năm 2017. Được hỗ trợ bởi "Poolside", "Tropical", EDM, bản remix của acoustic và phiên bản nhạc cụ của bài hát, "Dynamite" đã bán được 182,000 bản trong tuần thứ hai, đứng đầu Billboard Hot 100 trong tuần thứ hai, trở thành bài hát thứ 20 trong số 43 bài hát lọt vào bảng xếp hạng ở vị trí số 1, ra mắt ở vị trí số 1 và dành 2 tuần đầu tiên đứng đầu bảng xếp hạng kể từ khi bảng xếp hạng được thành lập vào năm 1958; đây là bài hát đầu tiên của một nhóm nhạc làm được điều này kể từ "I Don't Want to Miss a Thing" của Aerosmith được phát hành vào 1998. Trong tuần thứ năm trên bảng xếp hạng, "Dynamite" đã trở lại vị trí số 1 trên bảng xếp hạng Billboard Hot 100, lần thứ ba đứng ở vị trí số 1, nhờ sự hỗ trợ từ các phiên bản remix của nó như "Bedroom," "Midnight," "Retro" và "Slow Jam", cùng nhau chiếm 52% tổng lượng bài hát bán được là 153,000 bản trong tuần đó. "Dynamite" đã lọt vào bảng xếp hạng Pop Songs ở vị trí số 30 trong ấn bản ngày 29 tháng 8 năm 2020, trở thành bài hát thứ sáu của nhóm trên bảng xếp hạng. Vào tuần của ngày 7 tháng 11, nó đạt vị trí số 9, trở thành đĩa đơn lọt top 10 đầu tiên của nhóm trên bảng xếp hạng và cũng là bài hát có vị trí cao nhất của một nghệ sĩ Hàn Quốc, đánh bại "Gangnam Style" của Psy (2012). Vào tháng 1 năm 2021, Billboard thông báo rằng "Dynamite" là đĩa đơn bán chạy số 1 tại Hoa Kỳ trong năm 2020 và là bài hát duy nhất đạt được hơn 1 triệu lượt tải. Nó đã bán được tổng cộng 1,3 triệu bản trên tất cả các định dạng theo báo cáo cuối năm thường niên của Nielsen Music. Lợi nhuận đáng kể đến mức nó đã bán chạy gấp hơn 2,2 lần so với "Blinding Lights" của The Weeknd, bài hát bán chạy thứ hai với 580,000 bản.
Trong tuần đầu tiên của Billboard Global 200, nơi theo dõi các bài hát được phát trực tuyến và tải kỹ thuật số nhiều nhất tại hơn 200 vùng lãnh thổ và Billboard Global Excl. U.S., nơi theo dõi các chỉ số tương tự ngoại trừ Hoa Kỳ, "Dynamite" đã đứng ở vị trí số 2 trên cả hai bảng xếp hạng sau đĩa đơn "WAP" của Cardi B và "Hawai" của Maluma. Tuần tiếp theo, bài hát đã vuơn lên vị trí số 1 trên bảng xếp hạng Global Excl. US với 67,4 triệu lượt phát trực tuyến và 18,000 lượt tải ở các vùng lãnh thổ ngoài Hoa Kỳ. Trong tuần thứ ba, "Dynamite" đạt vị trí số 1 trên bảng xếp hạng Global 200 với 92,1 triệu lượt phát trực tuyến toàn cầu và 58,000 lượt tải toàn cầu, trở thành bài hát được phát trực tuyến nhiều nhất và bán chạy nhất trên toàn cầu. Đĩa đơn đã đứng đầu bảng xếp hạng Global Excl. US trong tuần thứ hai liên tiếp, trở thành bài hát đầu tiên đứng đầu cùng lúc cả hai bảng xếp hạng. Nó đã đạt kỷ lục đứng đầu bảng xếp hạng Global 200 trong 4 tuần và Global Excl. US trong 8 tuần.
Vào ngày 9 tháng 3 năm 2021, Liên đoàn Công nghiệp Ghi âm Quốc tế (IFPI) đã công bố bảng xếp hạng top 10 hàng năm. "Dynamite" được liệt kê là đĩa đơn kỹ thuật số bán chạy thứ mười trong năm 2020 trên toàn cầu, với 1,28 tỷ lượt đăng ký tương đương trên toàn thế giới trong vòng chưa đầy 5 tháng. Sau lễ trao giải Grammy lần thứ 63 vào ngày 14 tháng 3, Billboard đã báo cáo doanh số bán hàng tăng vọt của tất cả các bài hát được biểu diễn trong chương trình vào ngày hôm đó. "Dynamite" đã bán được thêm 10,500 bản — tăng 2,748% — và là bài hát bán chạy nhất của đêm trao giải. Bài hát đã trở lại vị trí số 1 trên bảng xếp hạng Digital Songs trong tuần đó và tuần tiếp theo — tuần thứ mười lăm và mười sáu không liên tiếp dẫn đầu — với 27,880 và 26,700 bản được bán ra, cùng với "Old Town Road" của Lil Nas X trong tuần thứ mười sáu cho kỷ lục nghệ sĩ có đĩa đơn đứng đầu bảng xếp hạng nhiều tuần nhất. Đĩa đơn này là đĩa đơn thứ tư của BTS nhận được chứng nhận Bạch kim tại Hoa Kỳ và là đĩa đơn đầu tiên của nhóm nhận được chứng nhận Bạch kim kép từ Hiệp hội Công nghiệp Ghi âm Hoa Kỳ (RIAA), vào ngày 17 tháng 3. Vào ngày 29 tháng 3, "Dynamite" đã đánh dấu kỷ lục của "Despacito" ở vị trí số 1 trong nhiều tuần nhất trên bảng xếp hạng Digital Songs, khi nó đứng đầu bảng xếp hạng trong ấn bản ngày 3 tháng 4 và kéo dài kỷ lục trong tuần thứ mười bảy với 43,000 bản được bán ra. Trên bảng xếp hạng Hot 100 vào cùng ngày, đĩa đơn đã dành tuần thứ ba mươi mốt liên tiếp trong top 50, cùng với "Gangnam Style" là những bài hát có bảng xếp hạng lâu nhất của một nghệ sĩ Hàn Quốc trên bảng xếp hạng. Tuần tiếp theo, "Dynamite" trở thành bài hát đứng đầu lâu nhất trên bảng xếp hạng Digital Songs và là bài hát trụ hạng lâu nhất của một nghệ sĩ Hàn Quốc trên Hot 100, khi nó trải qua tuần thứ 18 không liên tiếp ở vị trí đầu bảng trên Digital Songs với hơn 37,600 bản được bán và tuần thứ ba mươi hai trên Hot 100, cho ấn bản ngày 10 tháng 4 năm 2021.

## Biểu diễn trực tiếp
BTS đã biểu diễn "Dynamite" lần đầu tiên vào ngày 30 tháng 8 năm 2020 tại lễ trao giải MTV Video Music Awards năm 2020. Tiếp theo đó là các buổi biểu diễn trên Today Show vào ngày 10 tháng 9, America's Got Talent vào ngày 16 tháng 9, và là tiết mục kết thúc chương trình iHeartRadio Music Festival vào ngày 18 tháng 9 năm 2020. BTS đã xuất hiện lần đầu tiên trên Tiny Desk Concert của NPR vào ngày 21 tháng 9. Trong buổi biểu diễn đầu tiên kéo dài 1 tuần của nhóm trên The Tonight Show Starring Jimmy Fallon bắt đầu vào ngày 28 tháng 9, BTS đã thể hiện một buổi biểu diễn được ghi hình trước cho "Dynamite" với sự góp mặt của Jimmy Fallon và The Roots. Nhóm cũng đã biểu diễn bài hát tại nhà ga số 2 của sân bay quốc tế Incheon cho lễ trao giải Billboard Music Awards năm 2020 vào tháng 10, và tại sân vận động Olympic Seoul cho lễ trao giải American Music Awards năm 2020 vào tháng 11. BTS đã kết thúc sự xuất hiện dài 5 tập của họ trên MTV Unplugged vào tháng 2 năm 2021 với "Dynamite". Vào tháng 3 năm 2021, nhóm biểu diễn "Dynamite" trên nóc của một tòa nhà chọc trời ở Seoul, cho lễ trao giải Grammy lần thứ 63, trở thành nghệ sĩ nhạc pop Hàn Quốc đầu tiên biểu diễn bài hát của riêng họ tại Grammy.

## Danh sách bài hát
| - Đĩa than 1. "Dynamite" – 3:19 - Cassette A-side 1. "Dynamite" – 3:19 B-side 1. "Dynamite" – 3:19 - CD 1. "Dynamite" – 3:19 2. "Dynamite" (Instrumental) – 3:18 3. "Dynamite" (Acoustic Remix) – 3:17 4. "Dynamite" (EDM Remix) – 3:18 5. "Dynamite" (Tropical Remix) – 3:17 6. "Dynamite" (Poolside Remix) – 3:03 7. "Dynamite" (Slow Jam Remix) – 3:19 8. "Dynamite" (Midnight Remix) – 3:16 9. "Dynamite" (Bedroom Remix) – 3:27 10. "Dynamite" (Retro Remix) – 3:28 - Kỹ thuật số 1. "Dynamite" – 3:19 2. "Dynamite" (Instrumental) – 3:18 | - Đĩa mở rộng kỹ thuật số (phiên bản mở rộng) 1. "Dynamite" – 3:19 2. "Dynamite" (Instrumental) – 3:18 3. "Dynamite" (Acoustic Remix) – 3:17 4. "Dynamite" (EDM Remix) – 3:18 - Đĩa mở rộng kỹ thuật số (phiên bản DayTime) 1. "Dynamite" – 3:19 2. "Dynamite" (Instrumental) – 3:18 3. "Dynamite" (Acoustic Remix) – 3:17 4. "Dynamite" (EDM Remix) – 3:18 5. "Dynamite" (Tropical Remix) – 3:17 6. "Dynamite" (Poolside Remix) – 3:03 - Đĩa mở rộng kỹ thuật số (phiên bản NightTime) 1. "Dynamite" – 3:19 2. "Dynamite" (Instrumental) – 3:18 3. "Dynamite" (Slow Jam Remix) – 3:19 4. "Dynamite" (Midnight Remix) – 3:16 5. "Dynamite" (Retro Remix) – 3:28 6. "Dynamite" (Bedroom Remix) – 3:27 - Đĩa đơn kỹ thuật số (Holiday Remix) 1. "Dynamite" (Holiday Remix) – 3:33 |

## Bảng xếp hạng
| Bảng xếp hạng (2020–2021)                 | Vị trí cao nhất |
| ----------------------------------------- | --------------- |
| Argentina (Argentina Hot 100)             | 10              |
| Úc (ARIA)                                 | 2               |
| Áo (Ö3 Austria Top 40)                    | 9               |
| Bỉ (Ultratop 50 Flanders)                 | 5               |
| Bỉ (Ultratop 50 Wallonia)                 | 3               |
| Bolivia (Monitor Latino)                  | 7               |
| Brazil (Top 100 Brasil)                   | 35              |
| Canada (Canadian Hot 100)                 | 2               |
| Canada CHR/Top 40 (Billboard)             | 7               |
| Canada Hot AC (Billboard)                 | 17              |
| Colombia (Promúsica)                      | 9               |
| Colombia (National-Report)                | 44              |
| Costa Rica Anglo (Monitor Latino)         | 9               |
| Croatia (HRT)                             | 17              |
| Cộng hòa Séc (Singles Digitál Top 100)    | 9               |
| Đan Mạch (Tracklisten)                    | 26              |
| El Salvador (Monitor Latino)              | 12              |
| Estonia (Eesti Tipp-40)                   | 2               |
| Châu Âu Digital Song Sales (Billboard)    | 1               |
| Phần Lan (Suomen virallinen lista)        | 13              |
| Pháp (SNEP)                               | 18              |
| Đức (GfK)                                 | 8               |
| Thế giới Global 200 (Billboard)           | 1               |
| Greece (IFPI)                             | 10              |
| Guatemala Anglo (Monitor Latino)          | 6               |
| Hungary (Rádiós Top 40)                   | 19              |
| Hungary (Single Top 40)                   | 1               |
| Hungary (Stream Top 40)                   | 10              |
| Iceland (Plötutíðindi)                    | 21              |
| India (IMI)                               | 8               |
| Ireland (IRMA)                            | 6               |
| Israel (Media Forest)                     | 1               |
| Italy (FIMI)                              | 12              |
| Japan (Japan Hot 100)                     | 2               |
| Lebanon (OLT20)                           | 12              |
| Lithuania (AGATA)                         | 1               |
| Malaysia (RIM)                            | 1               |
| Mexico Airplay (Billboard)                | 1               |
| Hà Lan (Dutch Top 40)                     | 8               |
| Hà Lan (Single Top 100)                   | 20              |
| New Zealand (Recorded Music NZ)           | 4               |
| Na Uy (VG-lista)                          | 20              |
| Panama (Monitor Latino)                   | 6               |
| Peru Anglo (Monitor Latino)               | 1               |
| Ba Lan (Polish Airplay Top 100)           | 18              |
| Bồ Đào Nha (AFP)                          | 21              |
| Romania (Airplay 100)                     | 47              |
| Nga Airplay (Tophit)                      | 3               |
| Scotland (OCC)                            | 1               |
| Singapore (RIAS)                          | 1               |
| Slovakia (Rádio Top 100)                  | 34              |
| Slovakia (Singles Digitál Top 100)        | 7               |
| Slovenia (SloTop50)                       | 8               |
| South Korea (Gaon)                        | 1               |
| Spain (PROMUSICAE)                        | 38              |
| Thụy Điển (Sverigetopplistan)             | 19              |
| Thụy Sĩ (Schweizer Hitparade)             | 4               |
| Anh Quốc (OCC)                            | 3               |
| Uruguay Anglo (Monitor Latino)            | 5               |
| Hoa Kỳ Billboard Hot 100                  | 1               |
| Hoa Kỳ Adult Contemporary (Billboard)     | 16              |
| Hoa Kỳ Adult Pop Airplay (Billboard)      | 10              |
| Hoa Kỳ Dance/Mix Show Airplay (Billboard) | 16              |
| Hoa Kỳ Pop Airplay (Billboard)            | 5               |
| US Rolling Stone Top 100                  | 2               |
| Venezuela Anglo (Record Report)           | 2               |
| Venezuela Pop (Record Report)             | 15              |

| Bảng xếp hạng (2020)       | Vị trí |
| -------------------------- | ------ |
| Brazil (Pro-Música Brasil) | 26     |
| Paraguay (SGP)             | 51     |
| South Korea (Gaon)         | 1      |

| Bảng xếp hạng (2020)               | Vị trí |
| ---------------------------------- | ------ |
| Argentina Airplay (Monitor Latino) | 43     |
| Australia (ARIA)                   | 96     |
| Belgium (Ultratop Flanders)        | 67     |
| Canada (Canadian Hot 100)          | 73     |
| CIS (Tophit)                       | 84     |
| Hungary (Single Top 40)            | 14     |
| Japan (Japan Hot 100)              | 18     |
| Netherlands (Dutch Top 40)         | 70     |
| Netherlands (Single Top 100)       | 91     |
| Russia Airplay (Tophit)            | 87     |
| South Korea (Gaon)                 | 11     |
| Switzerland (Schweizer Hitparade)  | 94     |
| US Billboard Hot 100               | 38     |
| US Mainstream Top 40 (Billboard)   | 45     |

| Bảng xếp hạng (2021)        | Vị trí |
| --------------------------- | ------ |
| Canada (Canadian Hot 100)   | 75     |
| Global 200 (Billboard)      | 5      |
| US Billboard Hot 100        | 41     |
| US Adult Top 40 (Billboard) | 43     |

### Bảng xếp hạng hàng tuần (Holiday Remix)
| Bảng xếp hạng (2020) | Vị trí cao nhất |
| -------------------- | --------------- |
| South Korea (Gaon)   | 110             |

## Giải thưởng
Tại lễ trao giải Grammy lần thứ 63, "Dynamite" đã giành được đề cử cho hạng mục Trình diễn Song tấu/Nhóm nhạc Pop xuất sắc nhất, trở thành đề cử đầu tiên của nhóm và đưa BTS trở thành nghệ sĩ K-pop đầu tiên được đề cử cho giải Grammy. Bài hát cũng đạt kỷ lục 32 lần chiến thắng trên các chương trình âm nhạc tại Hàn Quốc.
| dagger | Biểu thị cho kỷ lục cũ. |

| Năm  | Tổ chức              | Kỷ lục thế giới                                                                              | Nguồn   |
| ---- | -------------------- | -------------------------------------------------------------------------------------------- | ------- |
| 2020 | Sách Kỷ lục Guinness | Video YouTube được xem nhiều nhất trong 24 giờ                                               | [ 216 ] |
| 2020 | Sách Kỷ lục Guinness | Video âm nhạc YouTube được xem nhiều nhất trong 24 giờ                                       | [ 216 ] |
| 2020 | Sách Kỷ lục Guinness | Video âm nhạc YouTube được xem nhiều nhất trong 24 giờ của một nhóm nhạc K-pop               | [ 216 ] |
| 2020 | Sách Kỷ lục Guinness | Video âm nhạc YouTube có lượt xem đồng thời nhiều nhất                                       | [ 217 ] |
| 2020 | Sách Kỷ lục Guinness | Video âm nhạc YouTube có lượt xem công chiếu nhiều nhất                                      | [ 218 ] |
| 2021 | Sách Kỷ lục Guinness | Bài hát K-pop có nhiều tuần nhất trên Hot 100 của Hoa Kỳ                                     | [ 219 ] |
| 2021 | Sách Kỷ lục Guinness | Bài hát có nhiều tuần nhất ở vị trí số 1 trên bảng xếp hạng Digital Song Sales của Billboard | [ 219 ] |

| Năm  | Giải thưởng                  | Hạng mục                                          | Kết quả     | Nguồn   |
| ---- | ---------------------------- | ------------------------------------------------- | ----------- | ------- |
| 2020 | People's Choice Awards       | Bài hát của năm 2020                              | Đoạt giải   | [ 220 ] |
| 2020 | People's Choice Awards       | Video âm nhạc của năm 2020                        | Đoạt giải   | [ 220 ] |
| 2020 | Asia Artist Awards           | Bài hát của năm                                   | Đoạt giải   | [ 221 ] |
| 2020 | Genie Music Awards           | Bài hát có vũ đạo xuất sắc nhất                   | Đoạt giải   | [ 222 ] |
| 2020 | Japan Record Awards          | Giải thưởng âm nhạc quốc tế                       | Đoạt giải   | [ 223 ] |
| 2020 | Melon Music Awards           | Nhóm nhạc nam có vũ đạo xuất sắc nhất             | Đoạt giải   | [ 224 ] |
| 2020 | Melon Music Awards           | Bài hát của năm                                   | Đoạt giải   | [ 224 ] |
| 2020 | Mnet Asian Music Awards      | Nhóm nhạc nam có vũ đạo xuất sắc nhất             | Đoạt giải   | [ 225 ] |
| 2020 | Mnet Asian Music Awards      | Video âm nhạc xuất sắc nhất                       | Đoạt giải   | [ 225 ] |
| 2020 | Mnet Asian Music Awards      | Bài hát của năm                                   | Đoạt giải   | [ 225 ] |
| 2020 | MTV Europe Music Awards      | Bài hát xuất sắc nhất                             | Đoạt giải   | [ 226 ] |
| 2020 | MTV Europe Music Awards      | Bài hát nhạc Pop xuất sắc nhất                    | Đề cử       | [ 227 ] |
| 2020 | MTV Video Music Awards Japan | Nhóm nhạc có video xuất sắc nhất – Quốc tế        | Đoạt giải   | [ 228 ] |
| 2020 | MTV Video Music Awards Japan | Video xuất sắc nhất của năm                       | Đề cử       | [ 229 ] |
| 2021 | Billboard Music Awards       | Bài hát bán chạy nhất                             | Đoạt giải   | [ 230 ] |
| 2021 | Gaon Chart Music Awards      | Bài hát của năm – Tháng 8                         | Đoạt giải   | [ 231 ] |
| 2021 | Golden Disc Awards           | Bài hát kỹ thuật số xuất sắc nhất (Bonsang)       | Đoạt giải   | [ 232 ] |
| 2021 | Golden Disc Awards           | Bài hát kỹ thuật số của năm                       | Shortlisted | [ 233 ] |
| 2021 | Grammy Awards                | Trình diễn Song tấu/Nhóm nhạc Pop xuất sắc nhất   | Đề cử       | [ 234 ] |
| 2021 | iHeartRadio Music Awards     | Video âm nhạc xuất sắc nhất                       | Đoạt giải   | [ 235 ] |
| 2021 | iHeartRadio Music Awards     | Video âm nhạc có vũ đạo được yêu thích nhất       | Đoạt giải   | [ 235 ] |
| 2021 | Japan Gold Disc Awards       | 5 bài hát xuất sắc nhất theo lượt phát trực tuyến | Đoạt giải   | [ 236 ] |
| 2021 | Japan Gold Disc Awards       | Bài hát của năm theo lượt tải xuống               | Đoạt giải   | [ 236 ] |
| 2021 | Japan Gold Disc Awards       | Bài hát của năm theo lượt phát trực tuyến         | Đoạt giải   | [ 236 ] |
| 2021 | Kids' Choice Awards          | Bài hát được yêu thích nhất                       | Đoạt giải   | [ 237 ] |
| 2021 | Korean Music Awards          | Bài hát nhạc Pop xuất sắc nhất                    | Đoạt giải   | [ 238 ] |
| 2021 | Korean Music Awards          | Bài hát của năm                                   | Đoạt giải   | [ 238 ] |
| 2021 | MTV Video Music Awards       | Bài hát của năm                                   | Đề cử       | [ 239 ] |
| 2021 | Myx Music Awards             | Video quốc tế được yêu thích nhất                 | Đoạt giải   | [ 240 ] |
| 2021 | Rockbjörnen                  | Bài hát nước ngoài của năm                        | Đoạt giải   | [ 241 ] |
| 2021 | Seoul Music Awards           | Bài hát xuất sắc nhất                             | Đoạt giải   | [ 242 ] |

| Tên chương trình | Kênh      | Ngày phát sóng    | Nguồn   |
| ---------------- | --------- | ----------------- | ------- |
| Show! Music Core | MBC       | 29 tháng 8, 2020  | [ 243 ] |
| Show! Music Core | MBC       | 5 tháng 9, 2020   | [ 244 ] |
| Show! Music Core | MBC       | 12 tháng 9, 2020  | [ 245 ] |
| Show! Music Core | MBC       | 19 tháng 9, 2020  | [ 246 ] |
| Show! Music Core | MBC       | 26 tháng 9, 2020  | [ 247 ] |
| Show! Music Core | MBC       | 10 tháng 10, 2020 | [ 248 ] |
| Show! Music Core | MBC       | 17 tháng 10, 2020 | [ 249 ] |
| Show! Music Core | MBC       | 31 tháng 10, 2020 | [ 250 ] |
| Show! Music Core | MBC       | 7 tháng 11, 2020  | [ 251 ] |
| Show! Music Core | MBC       | 14 tháng 11, 2020 | [ 252 ] |
| Inkigayo         | SBS       | 30 tháng 8, 2020  | [ 253 ] |
| Inkigayo         | SBS       | 6 tháng 9, 2020   | [ 254 ] |
| Inkigayo         | SBS       | 13 tháng 9, 2020  | [ 255 ] |
| Show Champion    | MBC Music | 2 tháng 9, 2020   | [ 256 ] |
| Show Champion    | MBC Music | 9 tháng 9, 2020   | [ 257 ] |
| Show Champion    | MBC Music | 16 tháng 9, 2020  | [ 258 ] |
| Music Bank       | KBS       | 4 tháng 9, 2020   | [ 259 ] |
| Music Bank       | KBS       | 11 tháng 9, 2020  | [ 260 ] |
| Music Bank       | KBS       | 18 tháng 9, 2020  | [ 261 ] |
| Music Bank       | KBS       | 25 tháng 9, 2020  | [ 262 ] |
| Music Bank       | KBS       | 2 tháng 10, 2020  | [ 263 ] |
| Music Bank       | KBS       | 9 tháng 10, 2020  | [ 264 ] |
| Music Bank       | KBS       | 13 tháng 11, 2020 | [ 265 ] |
| Music Bank       | KBS       | 20 tháng 11, 2020 | [ 266 ] |
| Music Bank       | KBS       | 27 tháng 11, 2020 | [ 267 ] |
| Music Bank       | KBS       | 4 tháng 12, 2020  | [ 268 ] |
| Music Bank       | KBS       | 11 tháng 12, 2020 | [ 269 ] |
| Music Bank       | KBS       | 25 tháng 12, 2020 | [ 270 ] |
| Music Bank       | KBS       | 1 tháng 1, 2021   | [ 271 ] |
| Music Bank       | KBS       | 8 tháng 1, 2021   | [ 272 ] |
| Music Bank       | KBS       | 26 tháng 2, 2021  | [ 273 ] |
| Music Bank       | KBS       | 5 tháng 3, 2021   | [ 274 ] |

| Giải thưởng             | Ngày             | Nguồn   |
| ----------------------- | ---------------- | ------- |
| Weekly Popularity Award | 31 tháng 8, 2020 | [ 275 ] |
| Weekly Popularity Award | 9 tháng 9, 2020  | [ 275 ] |
| Weekly Popularity Award | 14 tháng 9, 2020 | [ 275 ] |
| Weekly Popularity Award | 21 tháng 9, 2020 | [ 275 ] |
| Weekly Popularity Award | 28 tháng 9, 2020 | [ 275 ] |

## Chứng nhận và doanh số
| Quốc gia | Chứng nhận  | Số đơn vị/doanh số chứng nhận |
| --- | ----------- | ----------------------------- |
| Úc (ARIA) | 2× Bạch kim | 140.000‡                      |
| Bỉ (BEA) | Bạch kim    | 40.000‡                       |
| China | —           | 1,100,037                     |
| Đan Mạch (IFPI Đan Mạch) | Vàng        | 45.000‡                       |
| Pháp (SNEP) | Vàng        | 100.000‡                      |
| Đức (BVMI) | Vàng        | 150.000‡                      |
| Ý (FIMI) | 2× Bạch kim | 140.000‡                      |
| Nhật Bản (RIAJ) | Bạch kim    | 250.000*                      |
| México (AMPROFON) | Vàng        | 30.000‡                       |
| New Zealand (RMNZ) | Bạch kim    | 30.000‡                       |
| Ba Lan (ZPAV) | Bạch kim    | 20.000‡                       |
| Bồ Đào Nha (AFP) | Bạch kim    | 10.000‡                       |
| Tây Ban Nha (PROMUSICAE) | Bạch kim    | 40.000‡                       |
| Anh Quốc (BPI) | Bạch kim    | 600.000‡                      |
| Hoa Kỳ (RIAA) | 3× Bạch kim | 3.000.000‡                    |
| Lượt phát trực tuyến |             |                               |
| Hy Lạp (IFPI Hy Lạp) | Vàng        | 1.000.000                     |
| Nhật Bản (RIAJ) | Bạch kim    | 100.000.000                   |
| Hàn Quốc (KMCA) | 2× Bạch kim | 200.000.000                   |
| * Chứng nhận dựa theo doanh số tiêu thụ. · ‡ Chứng nhận dựa theo doanh số tiêu thụ và phát trực tuyến. · Chứng nhận dựa theo doanh số phát trực tuyến. |             |                               |

## Lịch sử phát hành
| Quốc gia       | Ngày              | Định dạng                       | Phiên bản     | Hãng đĩa              | Nguồn           |
| -------------- | ----------------- | ------------------------------- | ------------- | --------------------- | --------------- |
| Toàn cầu       | 21 tháng 8, 2020  | Tải kỹ thuật số phát trực tuyến | Gốc           | Big Hit               | [ 294 ]         |
| Hoa Kỳ         | 21 tháng 8, 2020  | Đĩa than cassette               | Gốc           | Columbia              | [ 295 ] [ 296 ] |
| Úc             | 21 tháng 8, 2020  | Đài phát thanh hit đương đại    | Gốc           | Sony Australia        | [ 297 ]         |
| Toàn cầu       | 24 tháng 8, 2020  | Tải kỹ thuật số phát trực tuyến | Remix         | Big Hit               | [ 121 ]         |
| Hoa Kỳ         | 25 tháng 8, 2020  | Đài phát thanh hit đương đại    | Gốc           | Columbia              | [ 298 ]         |
| Vương Quốc Anh | 28 tháng 8, 2020  | Đài phát thanh hit đương đại    | Gốc           | Columbia              | [ 299 ]         |
| Toàn cầu       | 28 tháng 8, 2020  | Tải kỹ thuật số phát trực tuyến | Remix         | Big Hit               | [ 122 ]         |
| Ý              | 4 tháng 9, 2020   | Đài phát thanh hit đương đại    | Gốc           | Sony                  | [ 300 ]         |
| Hoa Kỳ         | 14 tháng 9, 2020  | Đài phát thanh Hot/Modern/AC    | Gốc           | Columbia              | [ 301 ]         |
| Toàn cầu       | 18 tháng 9, 2020  | Tải kỹ thuật số phát trực tuyến | Remix         | Big Hit               | [ 123 ]         |
| Hoa Kỳ         | 20 tháng 11, 2020 | CD                              | Gốc/Remix     | Columbia              | [ 119 ]         |
| Toàn cầu       | 11 tháng 12, 2020 | Tải kỹ thuật số phát trực tuyến | Holiday Remix | Big Hit               | [ 302 ]         |
| Nhật Bản       | 26 tháng 2, 2021  | Đĩa than cassette               | Gốc           | Universal Music Japan | [ 303 ]         |